# Garbatka dromaderka
Garbatka dromaderka, garbatka wielbłądka (Notodonta dromedarius) – gatunek motyla z rodziny garbatkowatych. Zamieszkuje Palearktykę, od Półwyspu Iberyjskiego po Rosyjski Daleki Wschód. Osobniki dorosłe są aktywne nocą.

## Taksonomia
Gatunek ten opisany został po raz pierwszy w 1767 roku przez Karola Linneusza pod nazwą Phalaena dromedarius na łamach dwunastego wydania Systema Naturae. W 1810 roku Ferdinand Ochsenheimer wyznaczył go gatunkiem typowym rodzaju Notodonta. W jego obrębie wyróżnia się podgatunki:
- Notodonta dromedarius dromedarius (Linnaeus, 1767)
- Notodonta dromedarius sibirica Schintlmeister & Fang, 2001
- Notodonta dromedarius pontica Witt, 1980

## Morfologia

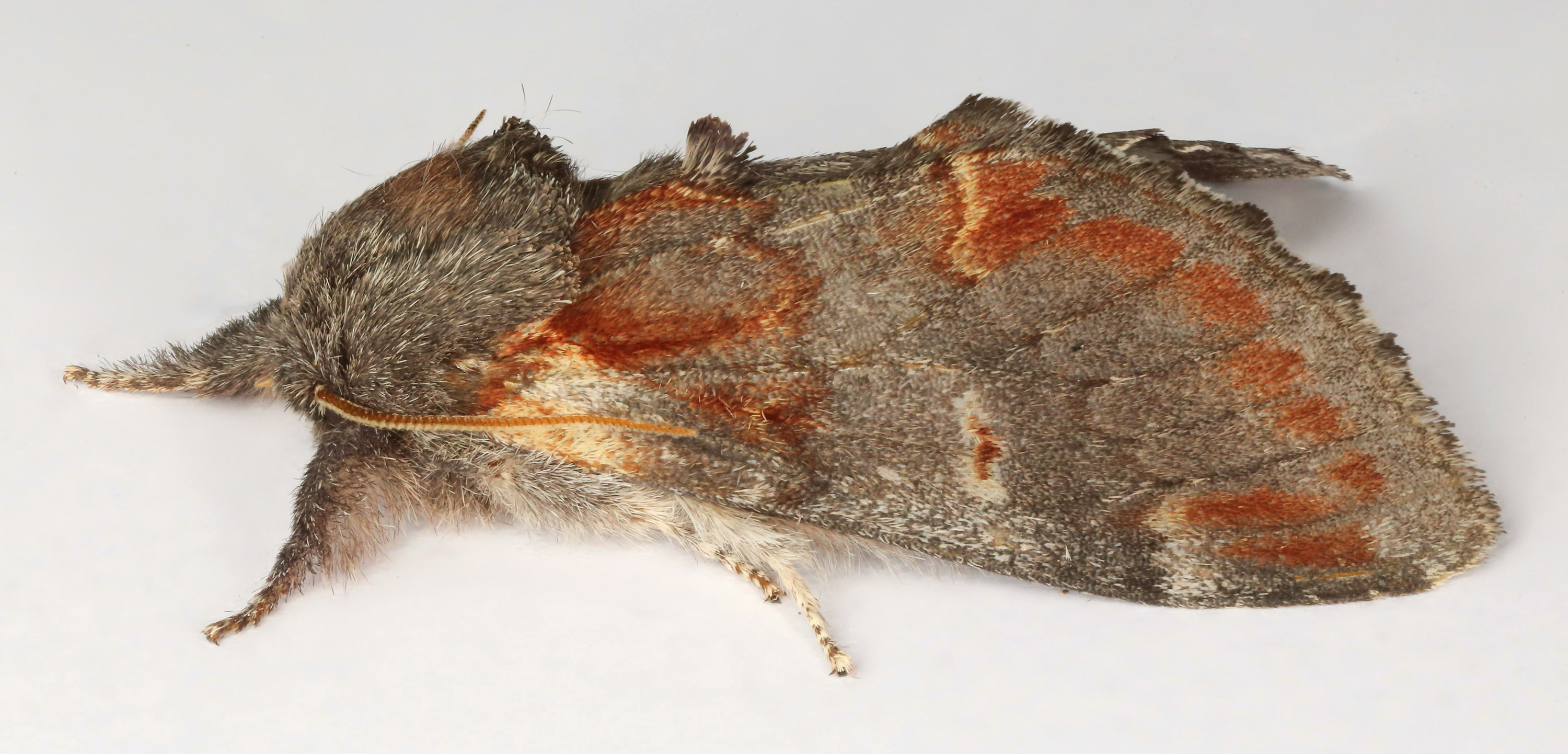
Imago w spoczynku

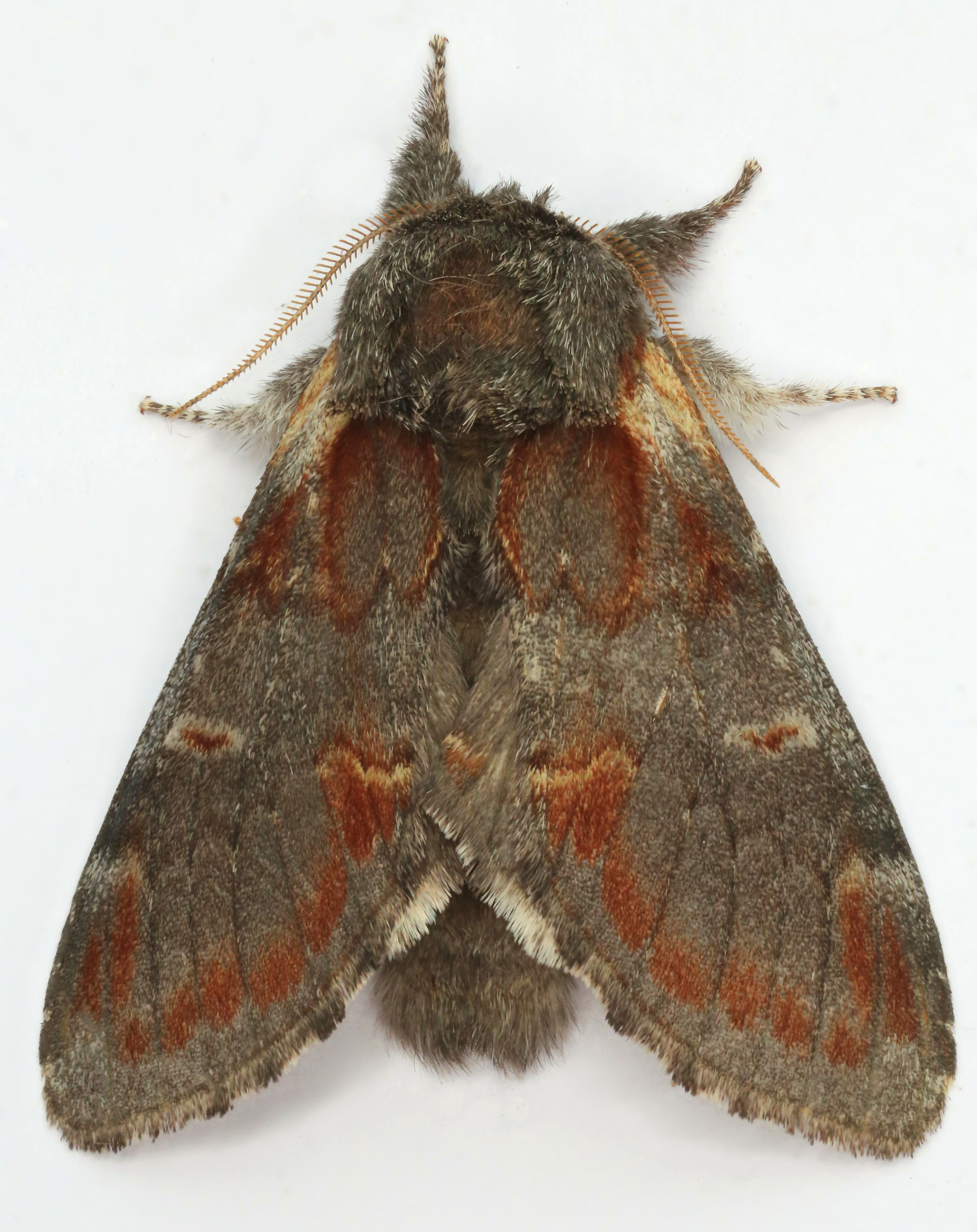
Imago w spoczynku

Motyl o krępym ciele i rozpiętości skrzydeł sięgającej od 45 do 58 mm. Głowa jest zaopatrzona w niecałkowicie owłosione oczy złożone, krótkie głaszczki i uwstecznioną ssawkę, natomiast pozbawiona jest przyoczek. Czułki osiągają ⅓ długości przedniego skrzydła i wykazują znaczny dymorfizm płciowy w budowie, będąc obustronnie grzebykowanymi u samca, zaś piłkowanymi lub ząbkowanymi u samicy. Owłosienie krótkiego i szerokiego tułowia jest gęste, ale nie formuje czuba pośrodku grzbietu. Skrzydło przedniej pary osiąga od 18 do 22 mm długości, ma wydłużony wierzchołek, skośną krawędź zewnętrzną i ząb na krawędzi tylnej. Tło tegoż skrzydła jest brunatne z fioletowoszarym odcieniem i żółtobiało rozjaśnioną nasadą. Na tle tym występują: żółtawa plama nerkowata z ciemną kreską pośrodku, cienkie, ząbkowane przepaski białawej barwy oraz rdzawe plamki w zewnętrznej części skrzydła. Barwa strzępiny jest szarawa z ciemnym nakrapianiem. Dość małe, owalne skrzydło tylne ma kolor szary, czasem z żółtawym odcieniem. Występuje na nim cienka biaława przepaska, ciemna obwódka wzdłuż zewnętrznej krawędzi i ciemna plamka w tylnym kącie. Odnóża są silnie owłosione, te tylnej pary mają dwie pary ostróg na goleniach. Duży odwłok ma cylindryczny kształt i gęste owłosienie.
Gąsienica charakteryzuje się obecnością czterech mięsistych garbów zlokalizowanych na grzbietowych częściach segmentów ciała: czwartego, piątego, szóstego i siódmego. Poza tym występuje też garbek na końcu ciała. Przetchlinki na bokach ciała są wyraźnie widoczne. Ubarwienie gąsienicy jest zmienne, może mieć różne odcienie zieleni, brązu, a nawet bieli.

## Biologia i ekologia
Owad ten zasiedla lasy liściaste, zwłaszcza brzeziny, lasy mieszane, parki oraz ogrody. Gąsienice są foliofagami żerującymi na liściach brzóz (w tym brzozy brodawkowatej), olsz (w tym olszy czarnej i szarej) i wierzb, a rzadziej topól (w tym osiki), leszczyny pospolitej i bzu koralowego. Owady dorosłe nie pobierają pokarmu i są aktywne nocą. Przylatują do sztucznych źródeł światła.
W Europie Środkowej występują dwa pokolenia w ciągu roku. Motyle pierwszego z nich latają w drugiej połowie kwietnia i maju, a wydane przez nie gąsienice żerują w czerwcu i lipcu. Motyle drugiego pokolenia aktywne są od lipca do sierpnia. Gąsienice drugiego pokolenia żerują w sierpniu i wrześniu. Gdy są wyrośnięte schodzą na glebę. Płytko pod jej powierzchnią konstruują oprzęd, w którym następuje przepoczwarczenie. Stadium zimującym jest poczwarka drugiego pokolenia.

## Rozprzestrzenienie
Gatunek palearktyczny. W Europie znany jest z Portugalii, Hiszpanii, Andory, Irlandii, Wielkiej Brytanii, Francji, Belgii, Luksemburgu, Holandii, Niemiec, Szwajcarii, Liechtensteinu, Austrii, Włoch, Danii, Szwecji, Norwegii, Finlandii, Estonii, Łotwy, Litwy, Polski, Czech, Słowacji, Węgier, Białorusi, Ukrainy, Rumunii, Bułgarii, Słowenii, Chorwacji, Bośni i Hercegowiny, Serbii, Czarnogóry, Macedonii Północnej oraz europejskich części Rosji i Turcji. W Polsce jest owadem nierzadko spotykanym.
W Azji podgatunek nominatywny zamieszkuje Armenię, natomiast podgatunek N. d. sibirica rozsiedlony jest od Uralu Południowego przez Syberię i Ałtaj po Sinciang i Bajkał. Nieokreślony podgatunek podawany był z Rosyjskiego Dalekiego Wschodu.